# Katherine Waterston
Katherine Boyer Waterston (Londres, 3 de marzo de 1980) es una actriz estadounidense nacida en Reino Unido. Sus roles más destacados han sido en la saga de Animales fantásticos y dónde encontrarlos, Alien: Covenant, en la película dirigida por Paul Thomas Anderson Inherent Vice. Marcó su debut en el cine con la película Michael Clayton. Tuvo varios roles secundarios en Robot & Frank, Being Flynn y La desaparición de Eleanor Rigby: Ella. En 2015 se puso en la piel de Chrisann Brennan en el biopic de Steve Jobs. Es hija del actor Sam Waterston, conocido por su rol protagonista como Jack McCoy en la serie Law & Order.

## Primeros años
Katherine Waterston es hija de la modelo estadounidense Lynn Louisa Woodruff y del actor Sam Waterston, nominado al Óscar a Mejor actor por su papel de Sydney Schanberg en Los gritos del silencio. Nació en la ciudad de Westminster, en el Gran Londres, debido a que sus padres se encontraban trabajando en Inglaterra en ese momento.
Tiene dos hermanos: la actriz Elisabeth Waterston y el director Graham Waterston. Del matrimonio anterior de su padre con Barbara Rutledge tiene un medio-hermano, James Waterston, también actor.
Katherine hizo su BFA (Bachelor of Fine Arts) en la especialidad de actuación, en la Escuela Tisch de las Artes, perteneciente a la Universidad de Nueva York.
Tiene un hijo con su pareja Thomas.

## Carrera
Debutó en pequeños papeles dentro de telefilmes en el 2004 y en un cortometraje titulado Orchids, en el 2006. Su primera aparición en una película fue en el 2007 en Michael Clayton, dirigida por Tony Gilroy y protagonizada por George Clooney.
En 2007 se estrenó la película The Babysitters, donde Katherine protagoniza a Shirley, una estudiante de 17 años que trabaja como niñera.
Después realizó diversas películas en las que destacó como actriz de reparto. Algunos ejemplos fueron Good Dick, Taking Woodstock, Being Flynn o La desaparición de Eleanor Rigby: Ella.
En 2014 se puso a órdenes del aclamado director Paul Thomas Anderson para grabar la película Inherent Vice, donde interpretó a Shasta Fay Hepworth, exnovia de "Doc" Sportello (Joaquin Phoenix) y pareja de Mickey Wolfmann (Eric Roberts), cuya desaparición desencadena la trama.
En 2015 trabajó con Danny Boyle y Aaron Sorkin en el biopic Steve Jobs, donde interpretaba a Chrissan Brennan, novia de Steve Jobs (Michael Fassbender) y madre de su hija Lisa.
También ha trabajado en la producción de televisión para HBO Boardwalk Empire, en la que participó en cuatro episodios de la cuarta temporada, donde dio vida a Emma Harrow.
En noviembre de 2016 estrenó Animales fantásticos y dónde encontrarlos, precuela de la saga de Harry Potter que sitúa la acción en Estados Unidos 70 años antes de los acontecimientos de Harry Potter y la piedra filosofal. Con guion de J.K. Rowling y dirección de David Yates está protagonizada por Eddie Redmayne como Newt Scamander y Katherine Waterston como Porpentina "Tina" Goldstein.
En mayo de 2017 estrenó Alien: Covenant, dirigida por Ridley Scott, precuela de la saga Alien y continuación en la línea temporal de Prometheus. En ella, Waterston interpreta a Daniels, terraformista de la Covenant.
En octubre de 2018 se estrena la película Mid 90s donde Katherine interpreta a Dabney y en noviembre de ese mismo año se estrena la secuela de Animales fantásticos y dónde encontrarlos, Animales fantásticos los crímenes de Grindelwald.
Luego trabajó en la película The World to Come, dirigida por la directora Mona Fastvold, donde interpreta a Abigail, una mujer que pierde a su hijo y comienza una relación amorosa con Tallie, interpretada por Vanessa Kirby. Este filme se estrenaría en febrero de 2021 y ya ha hecho apariciones en festivales como el Festival Internacional de Cine de San Sebastián, en España. También se ha confirmado su estreno en el Festival de Cine de Sundance, que se celebra desde el 28 de enero hasta el miércoles 3 de febrero en 2021. 
El 14 de septiembre del 2020 se estrenó en HBO la miniserie The Third Day, donde Katherine interpreta a Jess. 
El 8 de abril de 2022 se estrenará Animales fantásticos: Los secretos de Dumbledore, donde interpreta nuevamente a la auror Tina Goldstein.

### Teatro
En 2007, Waterston actuó en la obra Los Angeles de Julian Sheppard y en 2008, actuó en la obra Play Kindness de Adam Rapp. En 2010, Waterston interpretó el papel de Gena en la producción original de Bachelorette del Off-Broadway, interpretada en la versión cinematográfica de 2011 por Lizzy Caplan. En 2011, interpretó a Anya en El jardín de los cerezos de Classic Stage Company. También en 2011, actuó en Dreams of Flying, Dreams of Falling de Adam Rapp en Classic Stage Company.

## Filmografía

### Cine
| Año  | Título                                            | Personaje                   | Notas |
| ---- | ------------------------------------------------- | --------------------------- | --- |
| 2004 | Americana                                         |                             | Telefilm. |
| 2005 | Untitled Bruckheimer/McCall Project               |                             | Telefilm. |
| 2007 | Michael Clayton                                   | Third Year                  | Película debut. |
| 2007 | The Babysitters                                   | Shirley Lyner               | |
| 2008 | Good Dick                                         | Katherine                   | Cameo. |
| 2009 | Taking Woodstock                                  | Penny                       | |
| 2011 | Almost in Love                                    | Lulu                        | |
| 2011 | Enter Nowhere                                     | Shirley Lyner               | |
| 2012 | Robot & Frank                                     | Dependiente                 | |
| 2012 | Being Flynn                                       | Sarah                       | |
| 2012 | The Letter                                        | Julie                       | |
| 2012 | The Factory                                       | Lauren                      | |
| 2013 | Night Moves                                       | Anne                        | |
| 2013 | La desaparición de Eleanor Rigby: Ella            | Charlie                     | |
| 2014 | Glass Chin                                        | Patricia Petals O'Neal      | |
| 2014 | Are You Joking?                                   | Lisa                        | |
| 2014 | Puro vicio                                        | Shasta Fay Hepworth         | Nominada a Mejor actriz de reparto en los Premios Satellite. Nominada a Mejor actriz de reparto en los premios de la Asociación de Críticos de Cine de Denver. Nominada a Mejor actriz de reparto en los premios del Toronto Film Critics Association Premio Robert Altman de los Independent Spirit a Mejor reparto. |
| 2014 | Manhattan Romance                                 | Carla                       | |
| 2015 | Sleeping with Other People                        | Emma                        | |
| 2015 | Queen of Earth                                    | Virginia                    | Nominada en los Chlotrudis Awards a Mejor actriz de reparto. |
| 2015 | Steve Jobs                                        | Chrisann Brennan            | Nominada en los Awards Circuit Community Awards a Mejor reparto. Nominada en los Gold Derby Awards a Mejor reparto. |
| 2016 | Animales fantásticos y dónde encontrarlos         | Porpentina "Tina" Goldstein | |
| 2016 | Fluidic                                           | Tell                        | |
| 2017 | Alien: Covenant                                   | Janet "Danny" Daniels       | |
| 2017 | Logan Lucky                                       |                             | |
| 2017 | La guerra de las corrientes                       | Marguerite Westinghouse     | |
| 2018 | State Like Sleep                                  | Katherine                   | |
| 2018 | Mid90s                                            | Dabney                      | |
| 2018 | Animales fantásticos: Los crímenes de Grindelwald | Porpentina "Tina" Goldstein | |
| 2019 | Amundsen                                          | Bess Magid                  | |
| 2020 | El mundo que viene                                | Abigail                     | |
| 2020 | The Third Day: Autumn                             | Jess                        | Telefilm. |
| 2022 | Animales fantásticos: Los secretos de Dumbledore  | Porpentina "Tina" Goldstein | |
| 2022 | Babylon                                           | Estelle                     | |
| 2023 | Black Flies                                       | Nancy                       | |

### Televisión
| Año         | Título           | Personaje   | Notas                               |
| ----------- | ---------------- | ----------- | ----------------------------------- |
| 2000 - 2001 | Deadline         | Palmer      | 2 episodios. (Temporada 1).         |
| 2012        | Boardwalk Empire | Emma Harrow | 5 episodios. (Temporadas 3 - 4).    |
| 2020        | The Third Day    | Jess        | 6 episodios. (Miniserie - Temp. 1). |
| 2023        | Perry Mason      | Ginny Aimes | 8 episodios. (Temporada 12).        |
| 2023        | Slow Horses      | Alison      | Temporada 3.                        |

### Cortometrajes
| Año  | Título                                    | Personaje  | Notas |
| ---- | ----------------------------------------- | ---------- | ----- |
| 2006 | Orchids                                   | Beatrice   |       |
| 2011 | Eat                                       | Claire     |       |
| 2012 | Ástarsaga                                 | Solange    |       |
| 2015 | Forgive Me Dead                           | Mujer      |       |
| 2015 | Outlaws                                   | Trapecista |       |
| 2017 | Alien: Covenant - Prólogo: La última cena | Beatrice   |       |
| 2022 | House Comes with a Bird                   | Ruth       |       |
| 2022 | Run                                       | -          |       |

### Videojuegos
| Año  | Título          | Personaje                   | Notas |
| ---- | --------------- | --------------------------- | ----- |
| 2015 | Lego Dimensions | Porpentina "Tina" Goldstein | Voz.  |